# Helmholtzstraße (Weimar)

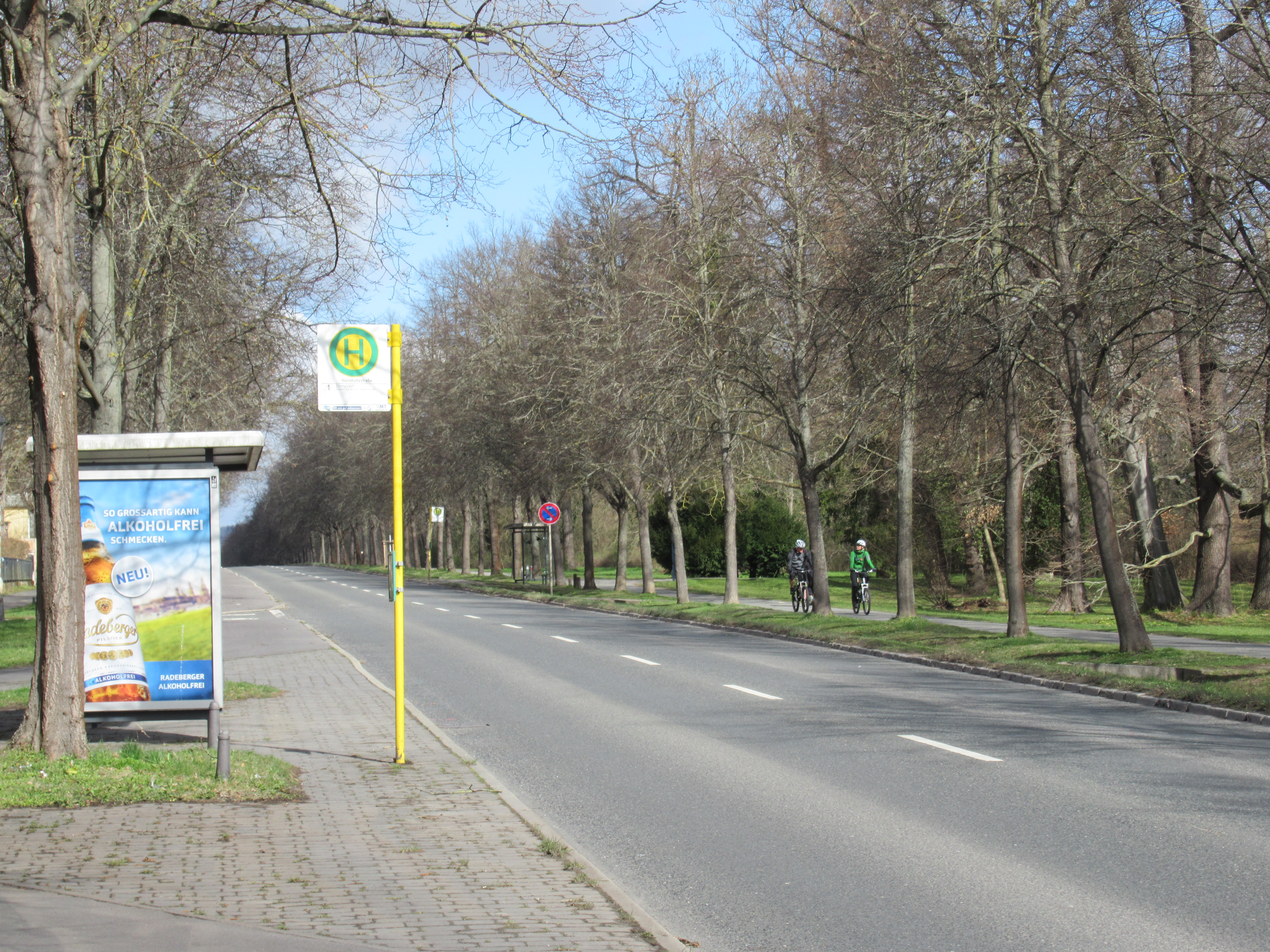
Bushaltestelle Helmholtzstraße

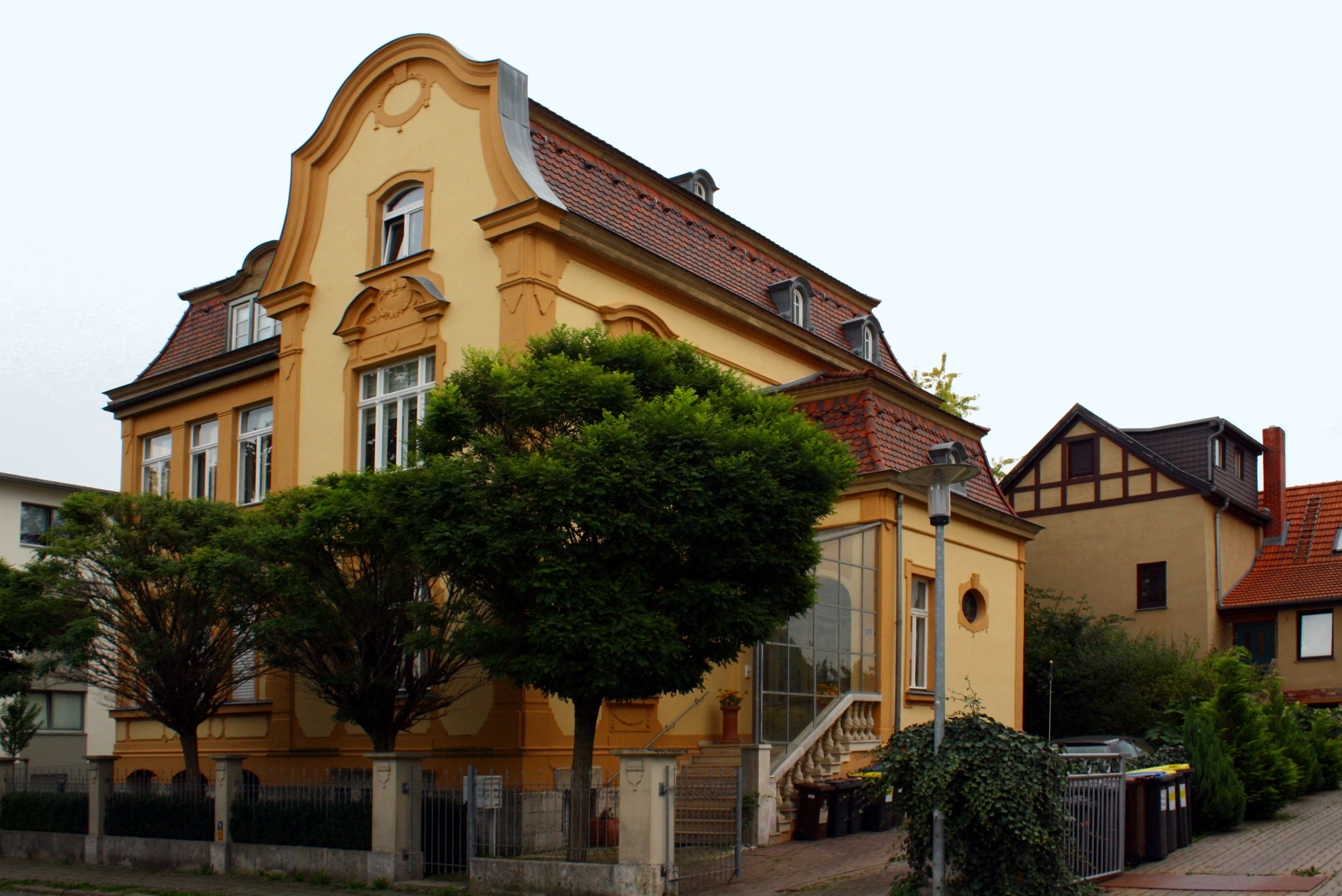
Helmholtzstraße 1

Die nach Hermann von Helmholtz in der Weimarer Südstadt benannte Helmholtzstraße ist eine Anliegerstraße bereits im Bezirk Oberweimar liegend. Sie liegt zwischen der Rainer-Maria-Rilke-Straße und der Belvederer Allee. Es gibt dort eine Bushaltestelle. Die Helmholtzstraße hieß vormals ab 1892 Elisabethstraße, benannt nach Prinzessin Elisabeth von Sachsen-Weimar-Eisenach (1854–1908). Die Straße wurde am 25. April 1946 in Helmholtzstraße umbenannt.
Die Helmholtzstraße mit den Nummern 1–17 steht auf der Liste der Kulturdenkmale in Weimar (Sachgesamtheiten und Ensembles). Einige Gebäude stehen zudem auf der Liste der Kulturdenkmale in Weimar (Einzeldenkmale). Charakteristisch sind hier Villenbauten des späten 19. und frühen 20. Jahrhunderts. Bemerkenswert ist auch das Schulgebäude Helmholtzstraße 15, das zur Bauhaus-Universität Weimar gehört. In der Helmholtzstraße  4 hatte der Maler Ludwig  von  Hofmann sein  Atelier.

## Häuser in der Helmholtzstraße
- Helmholtzstraße 1 (Weimar)
- Helmholtzstraße 4 (Weimar)
- Helmholtzstraße 6 (Weimar)
- Helmholtzstraße 8 (Weimar)
- Helmholtzstraße 12 (Weimar)
- Helmholtzstraße 14 (Weimar)
- Helmholtzstraße 15 (Weimar)